# Appi Deigorongo
Appi Deigorongo – nauruański polityk, członek Lokalnej Rady Samorządowej Nauru w latach 50. XX wieku. Reprezentant okręgu wyborczego Boe.